# 忍者を主題とする作品一覧

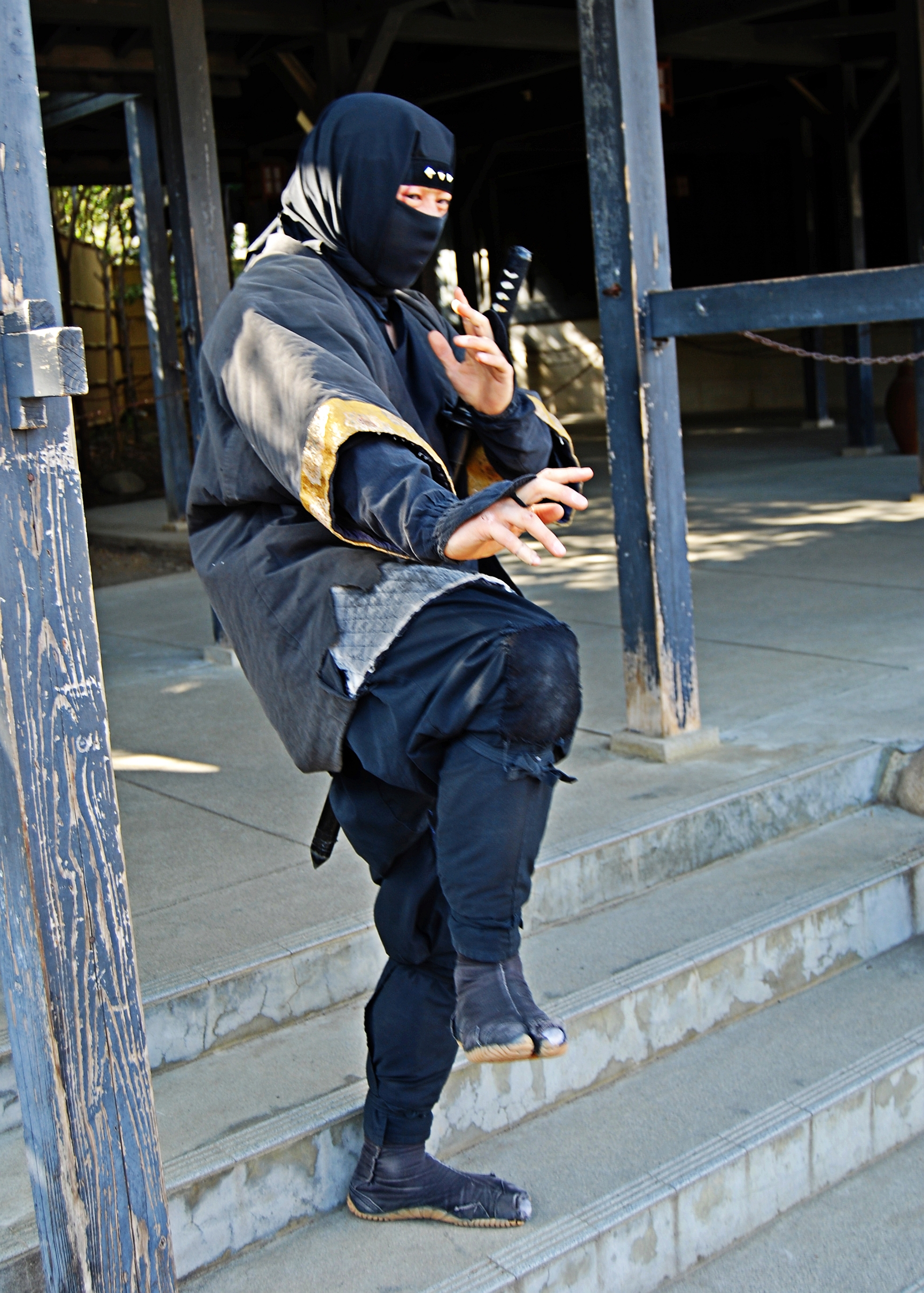
江戸ワンダーランド日光江戸村の忍者装束の男（三重県伊勢市）

忍者を題材とする作品一覧（にんじゃをだいざいとするさくひんいちらん）は、忍者が主人公、またはそれに準じるキャラクターであるもの、あるいは、作品のテーマに関わる重要な役割を果たすゲーム・文学作品・映像作品・コミックなどを扱う。

## 大衆文化の忍者について
忍者は日本の民話・文学・時代劇や芸能において、古くから人気のあるテーマである。たとえば、石川五右衛門は、多くの歌舞伎に登場し、猿飛佐助は、1911年以来、多くの日本の子供たちの物語に登場している。1916年の無声映画に登場している『甲賀右門』は、最初の忍者映画である。忍者が主題となっている映画や本は日本の大衆文化の花形となり、1950年代以降にかけてあらゆる作品へ拡大していった。
1960年代のテレビシリーズは『隠密剣士』がオーストラリアとフィリピンにおいて、日本と同様に忍者が若い視聴者の間の興味を引き、007シリーズのイギリス映画『007は二度死ぬ』でも取上げられた。1980年代には千葉真一主演のテレビドラマ時代劇『影の軍団シリーズ』が欧米で『Shadow Warriors 』のタイトルで放映され、ショー・コスギが主演する忍者映画がアメリカで製作された。1980年代後半から1990年代初頭にかけて、米国では『ティーンエイジ・ミュータント・ニンジャ・タートルズ』、2000年代に入って放送されている『NARUTO -ナルト-』によって、世界的な忍者マニアが誕生している。

## 忍者を多く取り入れた作品 （時代劇・忍者など）

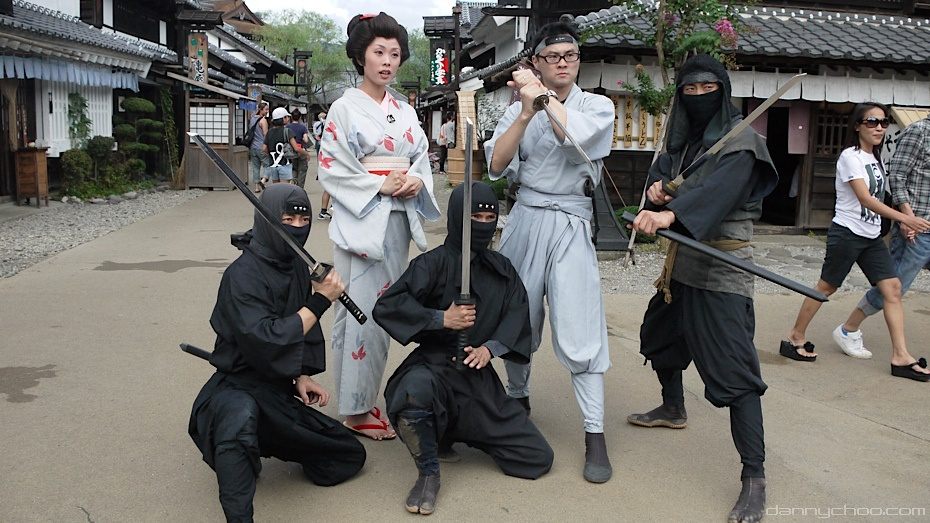
忍者と忍刀、日光江戸村

ここに参考として挙げているものは、日本の戦国時代や江戸時代を舞台にしており、突飛な設定（忍術そのものの誇張は除く）のないものである。並びは年代順。作品発表年が記されていないものは五十音順または作家別。

### 小説
- 雪花山人 『猿飛佐助』（立川文庫）
- 池波正太郎 『真田太平記』『蝶の戦記』『忍びの風』『忍者丹波大助』『火の国の城』(伊賀忍者、甲賀忍者、真田忍びの特色・組織形態の描写等、完全に同じではないが、世界観が共通している)
- 乾緑郎 『忍び外伝』『忍び秘伝』
- 五味康祐 『柳生武芸帖』
- 柴田錬三郎 『赤い影法師』『真田十勇士』『われら九人の戦鬼』（登場人物の一人が公家のために働く公卿忍者）
- 司馬遼太郎 『梟の城』『風神の門』『最後の伊賀者』
- 新宮正春 『陰の絵図』上・下巻
- 村山知義 『忍びの者』5部作
- 山田風太郎 『甲賀忍法帖』『伊賀忍法帖』『くノ一忍法帖』を始めとする、一連の忍法もの
- 隆慶一郎 『駆込寺蔭始末(御所忍び、架空)』『吉原御免状（裏柳生）』『影武者徳川家康』など
- 西尾維新 『真庭語』(『刀語』に登場する架空の忍者集団「真庭忍軍」のルーツを描いたスピンオフ作品)
- 稲葉博一 『忍者烈伝』『忍者烈伝ノ続』
- 矢野徹 『カムイの剣』（舞台は幕末）
- 和田竜 『忍びの国』
- 風野真知雄 『妻は、くノ一』
- 万城目学 『とっぴんぱらりの風太郎』
- 阿智太郎『いつもどこでも忍²ニンジャ』『陰からマモル!』

### 映画

#### 時代劇
- 『柳生武芸帳』シリーズ（1957年 - 1958年、東宝製作版）
  - 柳生武芸帳（1957年、監督：稲垣浩）
  - 柳生武芸帳 双龍秘剣（1958年、監督：稲垣浩）
- 忍術御前試合（1957年、監督：沢島忠）
- 『少年猿飛佐助』シリーズ（1958年）
  - 少年猿飛佐助（1958年、監督：河野寿一）
  - 少年猿飛佐助 牢獄の姫君（1958年、監督：河野寿一）
  - 少年猿飛佐助 天空の白馬（1958年、監督：河野寿一）
- 隠密変化（1959年、監督：加戸野五郎）
- 甲賀の密使（1960年、監督：西沢宣匠）
- 『忍術城』シリーズ（1960年 - 1961年、東映）
  - 忍術真田城（1960年、監督：小野登）
  - 忍術大阪城（1961年、監督：小野登）
- 『柳生武芸帳』シリーズ（1961年 - 1964年、東映製作版）
  - 柳生武芸帳（1961年、監督：井沢雅彦）
  - 柳生武芸帳 夜ざくら秘剣（1961年、監督：井沢雅彦）
  - 柳生一番勝負 無頼の谷（1961年、監督：松村昌治）
  - 柳生武芸帳 独眼一刀流（1962年、監督：松村昌治）
  - 柳生武芸帳 片目の十兵衛（1963年、監督：内出好吉）
  - 柳生武芸帳 片目水月の剣（1963年、監督：長谷川安人）
  - 柳生武芸帳 剣豪乱れ雲（1963年、監督：内出好吉）
  - 柳生武芸帳 片目の忍者（1963年、監督：松村昌治）
  - 十兵衛暗殺剣（1964年、監督：倉田準二）
- 『忍術使いと三人娘』シリーズ（1961年）
  - 忍術使いと三人娘（1961年、監督：井沢雅彦）
  - 忍術使いと三人娘 女狐変化（1961年、監督：井沢雅彦）
- 『忍びの者』シリーズ（1962年 - 1970年）
  - 忍びの者（1962年、監督：山本薩夫）
  - 続・忍びの者（1963年、監督：山本薩夫）
  - 新・忍びの者（1963年、監督：森一生）
  - 忍びの者 霧隠才蔵（1964年、監督：田中徳三）
  - 忍びの者 続・霧隠才蔵（1964年、監督：池広一夫）
  - 忍びの者 伊賀屋敷（1965年、監督：森一生）
  - 忍びの者 新・霧隠才蔵（1966年、監督：森一生）
  - 新書・忍びの者（1966年、監督：池広一夫）
  - 忍びの衆（1970年、監督：森一生）
- 地獄の影法師（1962年、監督：倉田準二）
- 赤い影法師（1962年、監督：小沢茂弘）
- 『忍法帖』シリーズ（1963年）
  - 江戸忍法帖 七つの影（1963年、監督：倉田準二）
  - 月影忍法帖 二十一の眼（1963年、監督：倉田準二）
- 『十七人の忍者』シリーズ（1963年 - 1966年）
  - 十七人の忍者（1963年、監督：長谷川安人）
  - 十七人の忍者 大血戦（1966年、監督：鳥居元宏）
- 忍者秘帖 梟の城（1963年、監督：工藤栄一）
- 戦国野郎（1963年、監督：岡本喜八）
- 伊賀の影丸（1963年、監督：小野登）
- 『右京之介』シリーズ（1963年 - 1964年）
  - 右京之介巡察記（1963年、監督：長谷川安人）
  - 紫右京之介 逆一文字斬り（1964年、監督：長谷川安人）
- 風の武士（1964年、監督：加藤泰）
- 第三の忍者（1964年、監督：河野寿一）
- 『隠密剣士』シリーズ（1964年）
  - 隠密剣士（1964年、監督：船床定男）
  - 続隠密剣士（1964年、監督：船床定男）
- 忍者狩り（1964年、監督：山内鉄也）
- 『くノ一忍法帖』シリーズ（1964年 - 1965年、東映）
  - くノ一忍法（1964年、監督：中島貞夫）
  - くノ一化粧（1964年、監督：中島貞夫）
  - 忍法忠臣蔵（1965年、監督：長谷川安人）
- 黒の盗賊（1964年、監督：井上梅次）
- 忍法破り必殺（1964年、監督：梅津明治郎）
- 『風来忍法帖』シリーズ（1965年 - 1968年、東映）
  - 風来忍法帖（1965年、監督：川崎徹広）
  - 風来忍法帖 八方破れ（1968年、監督：川崎徹広）
- 異聞猿飛佐助（1965年、監督：篠田正浩）
- 大忍術映画 ワタリ（1966年、監督：船床定男）
- まぼろし黒頭巾 闇に飛ぶ影（1966年、監督：倉田準二）
- 忍者武芸帳（1967年、監督：大島渚）
- 忍びの卍（1968年、監督：鈴木則文）
- 『賞金稼ぎ』シリーズ（1969年 - 1972年）
  - 賞金稼ぎ（1969年、監督：小沢茂弘）
  - 五人の賞金稼ぎ（1969年、工藤栄一）
  - 賞金首 一瞬八人斬り（1972年、小沢茂弘）
- 土忍記 風の天狗（1970年、監督：小沢啓一）
- 『子連れ狼』シリーズ（1972年〜1974年、若山富三郎版）
  - 子連れ狼 子を貸し腕貸しつかまつる（1972年、監督：三隅研次）
  - 子連れ狼 三途の川の乳母車（1972年、監督：三隅研次）
  - 子連れ狼 死に風に向う乳母車（1972年、監督：三隅研次）
  - 子連れ狼 親の心子の心（1972年、監督：斎藤武市）
  - 子連れ狼 冥府魔道（1973年、監督：三隅研次）
  - 子連れ狼 地獄へ行くぞ! 大五郎（1974年、監督：黒田義之）
- 『影狩り』シリーズ（1972年）
  - 影狩り（1972年、監督：舛田利雄）
  - 影狩り ほえろ大砲（1972年、監督：舛田利雄）
- 鬼輪番（1974年、監督：坪島孝）
- くノ一淫法 百花卍がらみ（1974年、監督：曾根中生）
- くの一忍法 観音開き（1976年、監督：皆川隆之）
- 忍術 猿飛佐助（1976年、監督：山根成之）
- 柳生一族の陰謀（1978年、監督：深作欣二）
- 真田幸村の謀略（1979年、監督：中島貞夫）
- 影の軍団 服部半蔵（1980年、監督：工藤栄一）
- 忍者武芸帖 百地三太夫（1980年、監督：鈴木則文）
- 伊賀忍法帖（1982年、監督：斎藤光正）
- 将軍家光の乱心 激突（1989年、監督：降旗康男）
- SF サムライ・フィクション（1998年、監督：中野裕之）
- 梟の城（1999年、監督：篠田正浩）
- RED SHADOW 赤影（2001年、監督：中野裕之）
- 『新・影の軍団』シリーズ（2003年 - 2005年）
  - 新 影の軍団（2003年）
  - 新 影の軍団II（2003年）
  - 新 影の軍団III 地雷火（2003年）
  - 新 影の軍団IV 地雷火（2003年）
  - 新 影の軍団V（2005年）
  - 新 影の軍団VI 最終章（2005年）
- 『猿飛佐助 闇の軍団』シリーズ（2004年 - 2005年）
  - 猿飛佐助 闇の軍団 天の巻（2004年）
  - 猿飛佐助 闇の軍団2 地の巻（2005年）
  - 猿飛佐助 闇の軍団3 風の巻（2005年）
  - 猿飛佐助 闇の軍団4 火の巻　完結篇（2005年）
- SHINOBI-HEART UNDER BLADE-（2005年、監督：下山天）
- 天正伊賀の乱（2005年、監督：千葉誠治）
- 影 KAGE（2007年、監督：真矢武）- 短編映画
- 芸者vs忍者（2008年、監督：小原剛）
- 抜け忍（2009年、監督：千葉誠治）
- GOEMON（2009年、監督：紀里谷和明）- 作中で「忍者」という言葉は使われず「忍び」と表現された。
- カムイ外伝（2009年、監督：崔洋一）
- 忍邪（2010年、監督：千葉誠治）
- 女忍 KUNOICHI（2011年、監督：千葉誠治）- 英題”THE KUNOICHI”
- AVN/エイリアンvsニンジャ（2011年、監督：千葉誠治）
- 忍道-SHINOBIDO-（2012年、監督：森岡利行）
- 忍ジャニ参上! 未来への戦い（2014年、監督：井上昌典）
- 虎影（2015年、監督：西村喜廣）
- 忍びの国（2017年、監督：中村義洋）

#### 現代劇
- 俺にさわると危ないぜ（1966年、監督：長谷部安春）
- 現代くノ一肉地獄（1968年、監督：向井寛）
- コント55号 俺は忍者の孫の孫（1969年、監督：福田純）
- 『直撃! 地獄拳』シリーズ（1974年）
  - 直撃! 地獄拳（1974年、監督：石井輝男）
  - 直撃地獄拳 大逆転（1974年、監督：石井輝男）
- はぐれ組VS忍者（2012年、監督：舞原賢三）
- LADY NINJA〜青い影〜（2018年、監督：藤原健一）
- レッド・ブレイド（2019年、監督：石原貴洋）

### テレビドラマ

#### 時代劇
- NHK大河ドラマ
  - 真田丸（2016年）- 戦国武将 真田信繁（幸村）の活躍を描いた作品で、猿飛佐助の原型や服部半蔵などが登場する。
- 隠密剣士 (1962年 - 1965年) (1973年 - 1974年)
- 少年猿飛佐助 (1963年)
- 忍びの者 (1964年 - 1965年)
- 柳生武芸帳 (1965年)
- 江戸忍法帖 (1966年)
- 妖術武芸帳 (1969年)
- 忍法かげろう斬り（1972年）
- 熱血猿飛佐助 (1972年 - 1973年)
- 賞金稼ぎ (1975年)
- 柳生一族の陰謀 (1978年 - 1979年)
- 影の軍団 (1980年 - 1985年)
- 風神の門 （1980年） - 霧隠才蔵、猿飛佐助らの活躍を描いた、司馬遼太郎原作のNHKの連続ドラマ。
- 猿飛佐助 (1980年)
- 赤い稲妻 将軍吉宗の母を救え！影の忍者軍団決死の(秘)作戦 (1981年) - 木曜ゴールデンドラマ
- 忍びの忠臣蔵 (1981年) - 時代劇スペシャル (フジテレビ)
- 忍者狩り (1982年) - 時代劇スペシャル (フジテレビ)
- おんな霧隠才蔵 戦国忍者風雲録 (1982年) - 時代劇スペシャル (フジテレビ)
- 闇の牙・市兵衛 - 時代劇スペシャル (フジテレビ)として2作放
  - 新・御金蔵破り (1982年)
  - 御金蔵破り　家康の首 (1983年)
- 影狩り (1983年) - 時代劇スペシャル (フジテレビ)
- お庭番　忍びの構図 (1983年) - 時代劇スペシャル (フジテレビ)
- くノ一忠臣蔵 (1983年) - 時代劇スペシャル (フジテレビ)
- 子連れ狼 （1984年） - 時代劇スペシャル (フジテレビ)
- 風雲 柳生武芸帳 （1985年） - 12時間超ワイドドラマ
- 真田太平記 （1985年） - 真田一族の興亡を忍びの者（草の者）たちの活躍とともに描いた、池波正太郎の原作のNHK水曜時代劇。
- 子連れ狼 冥府魔道の刺客人 （1989年） - 時代劇スペシャル
- 柳生武芸帳 (1990年 - 1992年) - 日本テレビのスペシャルドラマとして5作放	
  - 柳生武芸帳 （1990年）
  - 柳生武芸帳 十兵衛五十人斬り （1990年）
  - 柳生武芸帳 京に渦巻く大陰謀！ 十兵衛と謎の姫君 （1991年）
  - 柳生武芸帳 十兵衛あばれ旅	 （1991年）
  - 柳生武芸帳 十兵衛あばれ旅　伊達六十二万石の陰謀 （1992年）
- 女忍かげろう組 (1990年 - 1991年) - 時代劇スペシャルとして3作放
  - 女忍かげろう組 （1990年）
  - 女忍かげろう組 <弐> （1990年）
  - 女忍かげろう組 <参> （1991年）
- 十七人の忍者 （1990年） - 時代劇スペシャル
- 影狩り (1992年) - 時代劇スペシャル (フジテレビ)
- 五右衛門 （1994年） - NHK土曜ドラマ
- 忍者がえし水の城 （1996年） - 時代劇スペシャル
- 柳生一族の陰謀 （2008年） - 時代劇スペシャル
- 柳生武芸帳 （2010年） - 新春ワイド時代劇
- 妻は、くノ一（2013年） - BS時代劇
  - 妻は、くノ一〜最終章〜（2014年）

#### 現代劇
- 忍者部隊月光（1964年 - 1966年) (フジテレビ)
- 忍者ハットリくん（1966年）（NET）
- 忍者ハットリくん+忍者怪獣ジッポウ（1967年 - 1968年）
- スケバン刑事III 少女忍法帖伝奇（1986年 - 1987年) (フジテレビ)
- なかなか!ドジラんぐ（1987年) (テレビ朝日)
- 風魔の小次郎（2007年) (TOKYO MX)
- 忍者に結婚は難しい（2023年) (フジテレビ)
- 忍びの家 House of Ninjas（2024年) (Netflix)

### ボードゲーム
- 伊賀対甲賀（バンダイifシリーズ）

### カードゲーム
- 忍者大戦（ウォーゲーム日本史第26号）

### ビデオゲーム
- 天誅シリーズ（1998年2月 - ）
- 紅忍　血河の舞（2005年3月）
- 忍道シリーズ（2005年11月 - ）

### 漫画
- 藤子不二雄『忍者ハットリくん』
- 白土三平 『忍者武芸帳』『カムイ伝』『カムイ外伝』『サスケ』
- 横山光輝 『伊賀の影丸』『闇の土鬼』『仮面の忍者 赤影』
- 石ノ森章太郎 『忍法十番勝負』
- 伊藤悠 『面影丸』
- 霜月かいり 『BRAVE10』
- 谷口ジロー 『風の抄』
- 相原コージ 『ムジナ』
- さいとうたかを 『影狩り』
- せがわまさき 『バジリスク 〜甲賀忍法帖〜』
- 尼子騒兵衛『落第忍者乱太郎』
- 上田倫子『月のしっぽ』
- 金田達也『サムライ・ラガッツィ -戦国少年西方見聞録-』
- 重野なおき『信長の忍び』
- 小山ゆう『あずみ』
- 和田慎二『忍者飛翔』
- 山本崇一朗『くノ一ツバキの胸の内』

### アニメ
- 岸本斉史『NARUTO -ナルト-』『NARUTO -ナルト- 疾風伝』『BORUTO-ボルト- -NARUTO NEXT GENERATIONS-』
- サスケ
- 忍風カムイ外伝 - 『カムイ外伝』のアニメ化
- 少年忍者風のフジ丸
- 戦国英雄伝説 新釈 眞田十勇士 The Animation
- 獣兵衛忍風帖
- 少年猿飛佐助 （ヴェネツィア国際映画祭聖マルコ獅子賞受賞作品）[3]
- 忍たま乱太郎 - 『落第忍者乱太郎』のアニメ化
- ピュンピュン丸
- 忍者ハットリくん
- NINJAハットリくんリターンズ

### 人形劇
- 真田十勇士（1975年 - 1977年）（NHK）

## 国際的に流通した作品
忍者が主人公またはレギュラー的に登場する作品のうち、時代考証には制限されないが、複数の国にまたがって放映・放送・公演された作品および翻訳されて流通出版されている書籍・DVD作品で、上記の節にあげられていないもの。

### 小説
- 『ザ・ニンジャ』 - エリック・ヴァン・ラストベーダーの手掛けた小説。日本育ちのアメリカ忍者ニコラス・リーニアが、異能「ハラゲイ」を駆使し、アメリカ西海岸で起きた連続殺人事件の裏に潜むニンジャ「サツガイ」と対決する。著者は後に『ボーン・レガシー』の原作も執筆している。
- 『ブラック・ラグーン シェイターネ・バーディ』『ブラック・ラグーン2　罪深き魔術師の哀歌』 - インチキ修行法で、本当に忍者となったの白人青年「シャドーファルコン」が登場)　虚淵玄著
- 『ニンジャスレイヤー』 - ブラッドレー・ボンドとフィリップ・ニンジャ・モーゼズのアメリカ人作家によるサイバーパンク的な設定の作品。

### 映画
- You Only Live Twice：007は二度死ぬ（1967年）
- The Killer Elite：キラー・エリート（1975年）
- 倉田保昭作品
  - Shaolin Challenges Ninja：少林寺VS忍者（1978年）
  - Ninja in the Deadly Trap：忍者外伝 倭寇掃蕩作戦（1981年）
  - Shaolin Fighters vs Ninja：激突!少林拳対忍者（1981年）
  - The Ninja Avenger：レディ・ニンジャ2 夜霧の忍び凧（1982年）
  - A Life of Ninja：地獄のニンジャ軍団 クノイチ部隊（1983年）
  - The Ninja and the Thief：至尊神偷（1984年）
- The Octagon：オクタゴン（1980年）
- ショー・コスギ作品
  - Enter the Ninja：燃えよNINJA（1981年）
  - Revenge of the Ninja：ニンジャII/修羅ノ章（1983年）
  - Ninja III: The Domination：ニンジャ（1984年）
  - 9 Deaths of the Ninja：デス・オブ・ニンジャ/地獄の激戦（1985年）
  - Pray for Death：ザ・ニンジャ/復讐の誓い（1985年）
  - Rage of Honor：ショー・コスギ'88/復讐遊戯（1987年）
  - Ninja Assassin：ニンジャ・アサシン（2009年）
- Ninja in the Dragon's Den：龍の忍者（1982年）
- The Challenge of the Lady Ninja：レディ・ニンジャ セクシー武芸帳（1983年）
- Shaolin vs. Ninja：忍者vs阿羅漢 遥かなる王道（1983年）
- Ninjas & Dragons：忍者&ドラゴン（1984年）
- The Ninja Mission：ザ・忍者ミッション/KGB攻略作戦（1984年）
- Ninja's Force：ニンジャ・フォース（1984年）
- My Lucky Stars：香港発活劇エクスプレス 大福星（1985年）
- Ninja Warriors：ニンジャ・ウォリアーズ（1985年）
- 『American Ninja：アメリカン忍者』シリーズ（1985年 - 1993年）
  - American Ninja：アメリカン忍者（1985年）
  - American Ninja 2: The Confrontation：アメリカン忍者2/殺人レプリカント（1987年）
  - American Ninja 3: Blood Hunt：レッドコブラ（1989年）
  - American Ninja 4: The Annihilation：ブラックフォース（1990年）
  - American Ninja 5：マーシャル・コマンダー/黒の攻襲（1993年）
- Double Edge：ニンジャ刑事・ダブルエッジ（1986年）
- Ultimax Force：戦場のニンジャ軍団（1986年）
- Unmasking the Idol：NINJA U.S.A.（1986年）
- Ninja Dragon：暗黒街の忍者（1986年）
- Diamond Ninja Force：魔界SFX軍団/死霊のニンジャ（1986年）
- 『Sakura Ninja：桜NINJA』シリーズ（1987年）
  - Sakura Killers：桜NINJA（1987年）
  - White Phantom：ホワイト・ファントム:霊幻戦士（1987年）
- Death Code Ninja：仁義なきニンジャ 香港代理戦争（1987年）
- Lethal Ninja：ザ・ニンジャ（1992年）
- Immortal Combat：リゾート・トゥ・キル（1994年） - 千葉真一作品
- The Hunted：ハンテッド（1995年）
- Beverly Hills Ninja：ビバリーヒルズ・ニンジャ（1997年）
- Chinese Heroes：アルティメットバトル～忍者VS少林寺～（2001年）
- NIN×NIN 忍者ハットリくん THE MOVIE（2004年）
- Fists of Righteous Harmony：ニンジャ VS カンフー（2008年）
- 『Ninja：ニンジャ』シリーズ（2009年 - 2013年）
  - Ninja：NINJA（2009年）
  - Ninja: Shadow of a Tear：ニンジャ・アベンジャーズ（2013年）
- Yamada: The Samurai of Ayothaya：ヤマダ アユタヤの侍（2010年）

### テレビ
- The Last Ninja（1983年、ABC）
- The Master：忍者ジョン&マックス（1984年、NBC、テレビ東京） - ショー・コスギ作品
- Raven（1992年〜1993年、CBS）
- Águila Roja（2009年 - 2016年、TVE）

### 特撮
- 忍者部隊月光（1964年 - 1966年、テレビドラマ）（1964年、映画）
- 仮面の忍者 赤影（1967年 - 1968年、テレビドラマ）（1969年、映画）
- 快傑ライオン丸（1972年 - 1973年、テレビドラマ)
- 変身忍者 嵐（1972年 - 1973年、テレビドラマ）
- 風雲ライオン丸（1973年、テレビドラマ）
- 行け! 牛若小太郎（1974年 - 1975年、テレビドラマ）
- 忍者キャプター（1976年 - 1977年、テレビドラマ）
- 宇宙からのメッセージ・銀河大戦（1978年 - 1979年、テレビドラマ）
- スケバン刑事III 少女忍法帖伝奇（1986年 - 1987年、テレビドラマ）
- 世界忍者戦ジライヤ（1988年 - 1989年、テレビドラマ）
- 未来忍者 慶雲機忍外伝（1988年、オリジナルビデオ）
- 忍者戦隊カクレンジャー（1994年 - 1995年、テレビドラマ）（1994年、映画）（1996年、オリジナルビデオ）
- 忍風戦隊ハリケンジャー（2002年 - 2003年、テレビドラマ）
- 手裏剣戦隊ニンニンジャー（2015年 - 2016年、テレビドラマ）
- 仮面ライダージオウ（2018年9月2日 - 2019年8月25日、テレビドラマ）- 忍者をモチーフにした仮面ライダーシノビが登場。『仮面ライダージオウ スピンオフ RIDER TIME 仮面ライダーシノビ』にも登場。

### ビデオゲーム
- 天誅シリーズ
- 紅忍　血河の舞
- 対魔忍アサギ
- 超昂閃忍ハルカ
- 閃乱カグラシリーズ
- ニンジャラ
- SEKIRO: SHADOWS DIE TWICE

### アニメ・漫画
- アンダーニンジャ
- 伊賀ずきん
- 伊賀野カバ丸
- ウルトラ忍法帖
- エンヤ KODOMO忍法帖
- おきらく忍伝ハンゾー
- 街刃-GAIJIN-
- 科学忍者隊ガッチャマン
- 陰からマモル!
- KAGETORA
- カスミ伝
- 風が如く
- 仮面の忍者赤影
- 鴉天狗カブト
- かん忍!!茜
- 鬼哭忍伝霊牙
- クナイ伝
- 元気爆発ガンバルガー
- こいつら100%伝説
- さすがの猿飛
- サスケ忍伝
- 真田くノ一忍法伝 かすみ - オリジナルビデオの原作。
- SAMURAI DEEPER KYO
- ザ・ニンジャ
- 忍の一時
- 手裏剣スクール
- 少年忍者風のフジ丸
- 月のしっぽ
- ティーンエイジ・ミュータント・ニンジャ・タートルズ
- 謎の村雨くん
- 隠の王
- NARUTO -ナルト-
- NARUTO -ナルト- 疾風伝
- ニニンがシノブ伝
- NINKU -忍空-
- 忍者戦士飛影 - スタジオぴえろのロボットアニメ
- 忍者玉丸
- ニンジャ・ハイスクール
- 忍者ハットリくん - 映画『NIN×NIN 忍者ハットリくん THE MOVIE』原作。
- 忍者無芸帳
- 忍者マン一平
- 忍者玉丸
- 忍旋風ザジ
- 忍たま乱太郎
- 忍ペンまん丸
- 信長の忍び
- BASTARD!! -暗黒の破壊神-
- 半熟忍法帳
- ひまわりっ!
- 風魔の小次郎と柳生暗殺帖
- 柔らか忍法SOS
- 乱飛乱外
- 理尽の不思議な野球
- ロイアルミストブレード
- ワタリ
- てるてる×少年

### オリジナルビデオ
- ザ・忍者ウォリアーズ くノ一戦士（1991年）
- 『くノ一忍法帖』シリーズ（1991年 - 2011年）
  - くノ一忍法帖（1991年）
  - くノ一忍法帖II 聖少女の秘宝（1992年）
  - くノ一忍法帖III 秘儀伝説の怪（1993年）
  - くノ一忍法帖IV 忠臣蔵秘抄（1994年）
  - くノ一忍法帖V 自来也秘抄（1995年）
  - くノ一忍法帖VI 忍者月影抄（1996年）
  - くノ一忍法帖 柳生外伝（1998年）
  - くノ一忍法帖 影ノ月（2011年）
- 『NINE-ONE』シリーズ（1995年  - 1996年）
  - NINE-ONE くノ一妖獣伝説（1995年）
  - NINE ONE II 魔獣都市（1996年）
- 女忍（くノ一） 蜜壷に秘められた淫術（1995年）
- くノ一外伝　セーラー服忍法帖（1997年）
- 『くノ一忍法伝』シリーズ（2000年 - 2004年）
  - くノ一忍法伝 紅の刃 女淫恋獄抄（2000年）
  - くノ一忍法伝 封印の掟 ～女淫愛残抄～（2001年）
  - くノ一忍法伝 外伝 ～忍妖女～（2001年）
  - くノ一忍法伝 魔物の館 ～女淫兄妹抄～（2001年）
  - くノ一忍法伝 華艶淫火 ～女淫血風抄～（2002年）
  - くノ一忍法伝 天使と悪魔 ～女淫哀涙抄～（2002年）
  - くノ一忍法伝 巫女道隠密修行 ～女淫情艶抄～（2002年）
  - くノ一忍法伝 妖獣雷光 ～女陰薄愛抄～（2003年）
  - くノ一忍法伝 からくり遊戯 ～艶蜜快楽抄～（2003年）
  - 新くノ一忍法伝 極女繚乱（2004年）
  - 新くノ一忍法伝 禁断の恋鎖（2004年）
  - 新くノ一忍法伝 灼熱の乱舞（2004年）
- HOTARU くノ一忍叫伝（2001年）
- 『流れくノ一伝説』シリーズ（2003年）
  - 流れくノ一伝説 天草四郎異聞 魔剣のお夕（2003年）
  - 流れくノ一伝説 独眼流秘譚 白粉彫りの女（2003年）
- くノ一淫法 おっぴろげ桜貝（2004年）
- 隠密くノ一忍法帳 餓鬼姉妹（2005年）
- 空飛ぶ女くノ一（2005年）
- 七人のくノ一 鬼夜叉（2005年）
- 『真田くノ一忍法伝 かすみ』シリーズ（2005年 - 2010年）
  - 真田くノ一忍法伝 かすみ（2005年）
  - 真田くノ一忍法伝 かすみ 愛と裏切りの絆（2006年）
  - 真田くノ一忍法伝 かすみ 武蔵!奥義開眼（2006年）
  - 真田くノ一忍法伝 かすみ 誕生!猿飛佐助（2007年）
  - 真田くノ一忍法伝 かすみ 服部半蔵の逆襲!（2008年）
  - 真田くノ一忍法伝 かすみ 少女戦国史（2008年）
  - 真田くノ一忍法伝 かすみ 内乱!幸村暗殺!!（2008年）
  - 真田くノ一忍法伝 かすみ 因習の村を斬れ!!（2009年）
  - 真田くノ一忍法伝 かすみ 激突!はぐれ甲賀軍団!!（2009年）
  - 真田くノ一忍法伝 かすみ 少女秘戯伝説（2010年）
- くノ一五人衆VS女ドラゴン軍団（2005年）
- 『妖艶くノ一伝』シリーズ（2006年 - 2007年）
  - 妖艶くノ一伝 ～鍔女篇～（2006年）
  - 妖艶くノ一伝 ～紫雨篇～（2007年）
  - 妖艶くノ一伝 ～矢魔女編～（2007年）
  - 妖艶くノ一伝 ～蒼瞳篇～（2007年）
- 『くノ一妖艶伝 楓』シリーズ（2006年 - 2008年）
  - くノ一妖艶伝 楓（2006年）
  - くノ一妖艶伝 楓 傀儡魔羅の秘密（2008年）
- 『隠密くノ一列伝』シリーズ（2009年）
  - 隠密くノ一列伝 秘められた女忍び（2009年）
  - 隠密くノ一列伝 敵中突破！伊賀女忍者（2009年）
- 『艶剣客』シリーズ（2010年 - 2011年）
  - 艶剣客 くの一媚薬責め（2010年）
  - 艶剣客 2  くノ一・色洗脳（2011年）

### CM
- Honda Hurricane - "Hiding Ninja"：ホンダ・CBR1000F（1986年） - ショー・コスギ作品[4]
- Diet Coke - "Ninja"：コカ・コーラ（1987年）[5]
- Diet Coke - "Train"：コカ・コーラ（1988年）[6]

## 忍者を主題とする作品のカテゴリー一覧
- Category:忍者作品
- Category:忍者アニメ
- Category:忍者映画
- Category:忍者を題材としたオリジナルビデオ
- Category:忍者を題材としたコンピュータゲーム
- Category:忍者を題材とした小説
- Category:忍者を題材としたテレビドラマ
- Category:忍者を題材とした漫画作品